# I. liga 1979-1980
L'edizione 1979/80 del campionato cecoslovacco di calcio vide la vittoria finale del Baník Ostrava OKD.
Capocannoniere del torneo fu Werner Lička del Baník Ostrava OKD con 18 reti.

## Classifica finale
|    | Classifica                        | G  | V  | N  | P  | GF | GS | DR  | Pti |
| -- | --------------------------------- | -- | -- | -- | -- | -- | -- | --- | --- |
| 1  | Baník Ostrava OKD                 | 30 | 16 | 9  | 5  | 47 | 23 | +24 | 41  |
| 2  | Zbrojovka Brno                    | 30 | 15 | 6  | 9  | 59 | 39 | +20 | 36  |
| 3  | Bohemians ČKD Praga               | 30 | 13 | 8  | 9  | 35 | 35 | 0   | 34  |
| 4  | Dukla Praga                       | 30 | 15 | 3  | 12 | 53 | 25 | +28 | 33  |
| 5  | Internacionál Slovnaft Bratislava | 30 | 12 | 9  | 9  | 33 | 23 | +10 | 33  |
| 6  | Plastika Nitra                    | 30 | 14 | 4  | 12 | 50 | 46 | +4  | 32  |
| 7  | Spartak TAZ Trnava                | 30 | 11 | 10 | 9  | 35 | 35 | 0   | 32  |
| 8  | Lokomotíva Košice                 | 30 | 12 | 7  | 11 | 40 | 32 | +8  | 31  |
| 9  | Slavia Praga                      | 30 | 12 | 6  | 12 | 43 | 42 | +1  | 30  |
| 10 | Sparta ČKD Praga                  | 30 | 10 | 10 | 10 | 39 | 42 | -3  | 30  |
| 11 | Slovan CHZJD Bratislava           | 30 | 11 | 7  | 12 | 31 | 35 | -4  | 29  |
| 12 | RH Cheb                           | 30 | 9  | 10 | 11 | 36 | 43 | -7  | 28  |
| 13 | VSS Košice                        | 30 | 11 | 4  | 15 | 35 | 42 | -7  | 26  |
| 14 | Dukla B.B.                        | 30 | 11 | 4  | 15 | 30 | 50 | -20 | 26  |
| 15 | Jednota Trenčín                   | 30 | 8  | 4  | 18 | 27 | 63 | -36 | 20  |
| 16 | Škoda Plzeň                       | 30 | 5  | 9  | 16 | 25 | 43 | -18 | 19  |

## Verdetti
- Baník Ostrava OKD Campione di Cecoslovacchia 1979/80.
- Baník Ostrava OKD ammessa alla Coppa dei Campioni 1980-1981.
- Zbrojovka Brno e Bohemians ČKD Praga ammesse alla Coppa UEFA 1980-1981.
- Jednota Trencin e Skoda Plzen retrocesse.